# Politikåret 1936

## Händelser
- 11 juni - Den svenska riksdagens borgerliga majoritet fattar över huvudet på den socialdemokratiska regeringen beslut om förstärkning av försvaret. Grundutbildningstiden ökar från 90 till 150 dagar och Försvarsstaben, överbefälhavarens ledningsorgan i fred, bildas.
- 13 juni - De borgerliga fäller ett förslag om dyrortsgruppering av de svenska pensionerna.
- 15 juni - De båda händelserna 11 och 13 juni leder till att den svenska regeringen tvingas avgå.
- 19 juni - Sveriges statsminister Per Albin Hansson avgår och efterträds av Axel Pehrsson-Bramstorp[1] i en ren bondeförbundsregering med mycket smalt parlamentariskt underlag i avvaktan på höstens val.
- 15 augusti - Sverige förklarar sig neutralt i spanska inbördeskriget och förklarar sig inte vara bundet av NF:s sanktionsbestämmelser.
- 20 september - Vid det svenska valet till Andra kammaren får socialdemokraterna 49,5% av rösterna. Nazisterna gör sitt bästa val i Sverige någonsin med 0,7%.
- 28 september - Socialdemokraterna under ledning av Per Albin Hansson bildar koalitionsregering med Bondeförbundet i Sverige.[1]
- 25 oktober - Adolf Hitler och Benito Mussolini tillkännager axeln Rom-Berlin.
- 19 november - Birger Furugårds nazistparti Svenska Nationalsocialistiska partiet upplöses. Medlemmarna uppmanas ansluta sig till det av Sven-Olov Lindholm ledda Nationalsocialistiska arbetarpartiet.
- 25 november - Tyskland och Japan undertecknar Antikominternpakten.

## Val och folkomröstningar
- 20 september – Andrakammarval i Sverige.
- 3 november - Demokraten Franklin D. Roosevelt väljs om som president i USA.

## Organisationshändelser
- 23 juli – Partit Socialista Unificat de Catalunya bildas i Spanien.
- Okänt datum – Falangistpartiet bildas i Libanon.
- Okänt datum – Fosterlandsunionen bildas i Liechtenstein.
- Okänt datum – Nya Zeelands nationella parti bildas.

## Födda
- 12 januari – Émile Lahoud, Libanons president 1998–2007.
- 19 januari – Ziaur Rahman, Bangladeshs president 1977–1981.
- 12 maj – Guillermo Endara, Panamas president 1989–1994.
- 18 juni – Ronald Venetiaan, Surinams president 2000–2010.
- 31 juli – Boniface Alexandre, Haitis president 2004–2006.
- 23 september – Valentin Paniagua, Perus president 2000–2001.
- 5 oktober – Václav Havel, Tjeckoslovakiens siste president 1989–1992 och Tjeckiens förste president 1993–2003.

## Avlidna
- 10 juli – Abraham Berge, Norges statsminister 1923–1924.
- 19 augusti – Oscar von Sydow, Sveriges statsminister 23 februari–13 oktober 1921.
- 2 september – Niels Neergaard, Danmarks konseljpresident 1908–1909 och Danmarks statsminister 1920–1924.
- 9 december – Arvid Lindman, Sveriges statsminister 1906–1911.

### Fotnoter
1. 1 2  ”Sweden” (på engelska). World Statesmen. http://www.worldstatesmen.org/Sweden.html. Läst 7 november 2012.